# Asa Koma
Asa Koma es un yacimiento arqueológico en Yibuti.

## Descripción
Asa Koma es una zona de lagos interiores en la llanura de Gobaad. El sitio de Wakrita es un pequeño establecimiento neolítico situado en un uadi en la depresión tectónica de Gobaad, en Yibuti, en el Cuerno de África. Las excavaciones llevadas a cabo en 2005 arrojaron abundantes cerámicas que permitieron definir una facies cultural neolítica de esta región, que también fue identificada en el cercano sitio de Asa Koma. Los restos faunísticos confirman la importancia de la pesca en los asentamientos neolíticos cercanos al lago Abbe, pero también la importancia de la ganadería bovina y, por primera vez en esta zona, las pruebas de prácticas de pastoreo caprino. La datación por radiocarbono sitúa esta ocupación a principios del segundo milenio a. C., con un alcance similar al de Asa Koma. 
Estos dos sitios representan la evidencia más antigua de pastoreo en la región y proporcionan una mejor comprensión del desarrollo de las sociedades neolíticas. El radiocarbono de la cerámica data del segundo milenio a. C. Esta se caracteriza por diseños geométricos punteados e incisiones, que guardan una similitud con la cerámica de la fase 1 de la cultura Sabir de Ma'layba, en el sur de Arabia. Además, se han encontrado cerámicas como algunas de las de Sihi, en la costa saudí, y Subr, en el litoral yemení. En Asa Koma también se han descubierto huesos de ganado sin cuernos largos, lo que sugiere que el ganado doméstico estaba presente hace unos 3500 años.